# Richard E. Smalley

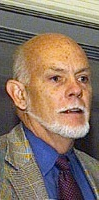
Richard Errett Smalley

Richard Errett Smalley (* 6. Juni 1943 in Akron, Ohio; † 28. Oktober 2005 in Houston, Texas) war ein US-amerikanischer Chemiker und Nobelpreisträger für Chemie.

## Leben
Smalley studierte Chemie an der University of Michigan (Bachelor 1965), der Princeton University (Master-Abschluss 1971), wo er 1973 promovierte. Von 1965 bis 1969 war er Forschungschemiker bei Shell und von 1973 bis 1976 Forscher am James Franck Institute der University of Chicago. Er war ab 1976 Assistant Professor, ab 1980 Associate Professor und ab 1981 Professor für Chemie an der Rice University in Houston (von 1990 bis 2005 auch Professor für Physik). Von 1996 bis 2001 war er Direktor des Rice Center for Nanoscale Science and Technology, von 2003 bis 2005 Direktor des Carbon Nanotechnology Laboratory der Rice University und von 2000 bis 2005 Vorstandsvorsitzender von Carbon Nanotechnologies Inc.
1996 wurde Smalley, einer der Pioniere auf dem Feld der Nanotechnologie, zusammen mit Robert F. Curl und Harold Kroto für die Entdeckung der Fullerene mit dem Nobelpreis für Chemie ausgezeichnet. Gewürdigt wurden die drei Forscher für die Entdeckung einer neuen Form des Elementes Kohlenstoff. Wegen der Ähnlichkeit mit den Kuppelbauten des Architekten Richard Buckminster Fuller gaben sie dem Molekül den Namen Buckminsterfulleren, das in der Kurzform später auch „bucky balls“ genannt wurde.
Richard Smalley erlag in einer Klinik einem Krebsleiden. Er war seit 1990 Mitglied der National Academy of Sciences und seit 1991 der American Academy of Arts and Sciences. Von 1978 bis 1980 war er Sloan Research Fellow. 1986 wurde er Fellow der American Physical Society. 1991 erhielt er den Irving Langmuir Award.